# Fire (film, 2020)
Pour l’article homonyme, voir Fire.
Pour plus de détails, voir Fiche technique et Distribution.
Fire (Огонь, Оgon, litt. « Feu ») est un film russe réalisé par Alekseï Noujny (ru), sorti en 2020.

## Synopsis
Andreï Sokolov (Constantin Khabenski) est chef d'équipe de pompiers issue du service de protection aérienne des forêts, apprend que sa fille, Katya (Stasya Miloslavskaya) est amadouée par Roman « Roma » Iline (Ivan Yankovski), nouvelle recrue venue de Moscou. Furieux, le père engage immédiatement ce dernier dans son équipe pour étouffer le feu de forêt, mais les flammes de l'énorme incendie ravagent partout leur passage : ils se trouvent coincés avec les villageois…

## Fiche technique
Sauf indication contraire, les informations mentionnées dans cette section peuvent être confirmées par la base de données cinématographiques IMDb,  présente dans la section « Liens externes ».
- Titre original : Огонь
- Titre anglophone : Fire
- Réalisation : Alekseï Noujny (ru)
- Scénario : Nikolaï Koulikov, Konstantin Maïer et Alexeï Noujny
- Musique : Kirill Borodoulev
- Décors : Sergey Agin
- Costumes : Ekaterina Shapkayts
- Photographie : Mikhaïl Milachine
- Montage : Avet Oganessian
- Production : Leonid Verechtchaguine (ru), Anton Zlatopolskiy (ru), Rafael Minasbekyan, Nikita Mikhalkov, Alexeï Noujny et Sergey Kornikhin
- Sociétés de production : Trite
- Société de distribution : n/a
- Budget : 550 millions roubles[2]
- Pays de production :  Russie
- Langue originale : russe
- Format : couleur
- Genre : catastrophe, action, drame
- Durée : 131 minutes
- Dates de sortie :
  - Russie : 24 décembre 2020
  - France : 18 février 2022 (Canal+)[1]

## Distribution
- Constantin Khabenski : Andreï Sokolov
- Ivan Yankovski : Roman « Roma » Iline
- Stasya Miloslavskaya : Ekaterina « Katia » Sokolova
- Anton Bogdanov : Konstantin « Kostik » Zhuravel
- Viktor Dobronravov : Lev Velitchouk
- Roman Kourtsine : Sergueï Zotov
- Tikhon Jiznevski : Maxime Choustov
- Irina Gorbatcheva : Zoïa
- Evguenia Dmitrieva : Nina
- Iouri Kouznetsov : Gueorguitch
- Tatyana Bedova : la femme de Gueorguitch
- Viktor Soukhoroukov : le pilote Okopych
- Andreï Smoliakov : Gromov
- Aleksandr Oblasov : Valera
- Boris Dergachev : Pavel Borisov

## Production
Le studio de Nikita Mikhalkov, Trite (ТриТэ), produit le film avec la chaîne Rossiya 1 (Россия-1) et la société Central Partnership (Централ Партнершип).
Le tournage a lieu dans la république de Carélie pour le canyon de Ruskeala, à Taganrog, à Vsevolojsk et à Vladimir pour l'aéroport de Semyazino.

## Accueil
Fire sort le 24 décembre 2020 dans les salles de cinéma, en Russie.

## Distinctions

### Récompenses
- Aigles d'or 2022[7] :
  - Meilleur acteur dans un second rôle pour Ivan Yankovski
  - Meilleure actrice dans un second rôle pour Irina Gorbatcheva
  - Meilleur son

### Nominations
- Aigles d'or 2022[7] :
  - Meilleur film
  - Meilleur acteur
  - Meilleure photographie
  - Meilleure musique
  - Meilleurs effets spéciaux